# Gerda (Vorname)
Gerda, auch Gerde, Gerdi, Gerdie oder  Garda ist ein weiblicher Vorname.

## Herkunft
Der Name kommt aus dem Altisländischen und bedeutet in etwa die Beschützerin. Eigentlich meint der Name Einhegung oder auch  Schutzzaun. Erstmals kam der Name im 19. Jahrhundert in Deutschland auf, fälschlicherweise auch als Abkürzung zur Gestalt der Gertrud in Hans Christian Andersens Märchen Die Schneekönigin. Er galt damals als modern und neu, heute wird er eher seltener gewählt.

## Namenstag
Die Namenstage sind je nach den entsprechenden Heiligen am  17. März, am 5. März, am  13. August oder am 17. November.

## Andere Formen
Gerta und  Gerti sind friesische Formen zu Gerda. Gerte ist sowohl eine Kurzform zu Gerda als auch zu  Gertrud (Vorname).

## Bekannte Namensträgerinnen
- Gerda Antti (* 1929), schwedische Schriftstellerin
- Gerda Bormann (1909–1946), Ehefrau des NSDAP-Politikers Martin Bormann
- Gerda Christian (1913–1997), eine der vier Sekretärinnen Adolf Hitlers
- Gerda Daumerlang (1920–2006), deutsche Wasserspringerin, Olympiateilnehmerin 1936, deutsche Meisterin 1937
- Gerda Engelbracht (* 1955), deutsche Kulturwissenschaftlerin, Autorin und Kuratorin
- Gerda Fassel (1941–2025), österreichische Bildhauerin
- Gerda Gmelin (1919–2003), deutsche Schauspielerin
- Gerda Gottlieb (1916–1992), österreichische Leichtathletin
- Gerda Hasselfeldt (* 1950), deutsche Politikerin
- Gerda Hoffer (1921–2012), israelische Schriftstellerin
- Gerda-Maria Jürgens (1917–1998), deutsche Schauspielerin
- Gerda von Kries (1901–1972), deutsche Schriftstellerin
- Gerda Kieninger (1951–2020), deutsche Politikerin
- Gerda Lampalzer (* 1959), österreichische Medienkünstlerin, Medientheoretikerin, Hochschullehrerin und Feministin
- Gerda Lerner (1920–2013), österreichisch-US-amerikanische Historikerin
- Gerda Maurus (1903–1968), deutsche Schauspielerin
- Gerda Panofsky-Soergel (1929–2024), deutsch-amerikanische Kunsthistorikerin
- Gerda Riedl (* 1961), katholische Theologin und Professorin für Dogmatik
- Gerda Spillmann (1920–2025), Schweizer Kosmetikunternehmerin
- Gerda Steiner (Schauspielerin) (* 1953), deutsche Schauspielerin und Sängerin
- Gerda Steiner (* 1967), Schweizer Künstlerin, siehe Gerda Steiner & Jörg Lenzlinger
- Gerda Steiner-Paltzer (1933–2020), deutsche Schauspielerin
- Gerda Steinhoff (1922–1946), deutsche KZ-Aufseherin
- Gerda Szepansky (1925–2004), deutsche Autorin
- Gerda Taro (1910–1937), deutsche Fotografin
- Gerda Uhlemann (* 1945), deutsche Leichtathletin
- Gerda van der Kade-Koudijs (1923–2015), niederländische Leichtathletin
- Gerda Verburg (* 1957), niederländische Politikerin
- Gerda Weissmann-Klein (1924–2022), Holocaust-Überlebende, Menschenrechtlerin und Autorin
- Gerda Johanna Werner (1914–2004), deutsche Malerin
- Gerda Zeltner (1915–2012), Schweizer Publizistin